# The Flintstones: The Rescue of Dino & Hoppy
The Flintstones: The Rescue of Dino & Hoppy – gra komputerowa stworzona przez firmę Taito wydana w 1991 roku na konsolę Nintendo Entertainment System, bazowana na serialu animowanym Flintstonowie, stworzonym przez studio Hanna-Barbera.

## Fabuła
Rozgrywka jest poprzedzona krótkim filmikiem wyjaśniającym fabułę. Mężczyzna z XXX wieku porywa Dino i Hoppy'ego, zwierzęta rodziny Flintstonów, oraz ich sąsiadów Rubble'ów. Dino jest zwierzakiem Freda i Wilmy, a Hoppy Barneya i Betty. Kosmiczny przyjaciel Freda, Gazoo, stracił części ze swojej maszyny czasu, przez tajemniczego mężczyznę z przyszłości. Gazoo jest widoczny tylko dla Freda. Gdy Fred przejdzie kolejną planszę, odzyska jedną z części wehikułu czasu. Podczas gry Fred napotka Wilmę, Barneya, Betty, a nawet George'a Jetsona, gdy trafi do przyszłości. Gracz na końcu każdej planszy będzie musiał walczyć z bossem. Na koniec gry Fred odnajduje ostatnią część i leci do przyszłości, by pokonać mężczyznę z XXX wieku.